# Верона (Вісконсин)
Верона (англ. Verona) — місто (англ. city) в США, в окрузі Дейн штату Вісконсин. Населення — 14 030 осіб (2020).

## Географія
Верона розташована за координатами 42°59′9″ пн. ш. 89°32′11″ зх. д. / 42.98583° пн. ш. 89.53639° зх. д. (42.985851, -89.536498).  За даними Бюро перепису населення США в 2010 році місто мало площу 16,48 км², з яких 16,33 км² — суходіл та 0,15 км² — водойми. В 2017 році площа становила 18,21 км², з яких 18,06 км² — суходіл та 0,15 км² — водойми.

## Демографія
Згідно з переписом 2010 року, у місті мешкало 10 619 осіб у 4223 домогосподарствах у складі 2845 родин. Густота населення становила 644 особи/км².  Було 4461 помешкання (271/км²).
Расовий склад населення:
| - 93,3 % — білих - 2,5 % — азіатів - 1,3 % — чорних або афроамериканців - 0,3 % — корінних американців |

До двох чи більше рас належало 1,9 %. Частка іспаномовних становила 2,4 % від усіх жителів.
За віковим діапазоном населення розподілялося таким чином: 29,0 % — особи молодші 18 років, 61,2 % — особи у віці 18—64 років, 9,8 % — особи у віці 65 років та старші. Медіана віку мешканця становила 37,4 року. На 100 осіб жіночої статі у місті припадало 93,8 чоловіків;  на 100 жінок у віці від 18 років та старших — 88,1 чоловіків також старших 18 років.
Середній дохід на одне домашнє господарство  становив 95 026 доларів США (медіана — 87 286), а середній дохід на одну сім'ю — 116 299 доларів (медіана — 105 547). Медіана доходів становила 73 426 доларів для чоловіків та 62 377 доларів для жінок. За межею бідності перебувало 4,6 % осіб, у тому числі 3,0 % дітей у віці до 18 років та 10,5 % осіб у віці 65 років та старших.
Цивільне працевлаштоване населення становило 6502 особи. Основні галузі зайнятості: освіта, охорона здоров'я та соціальна допомога — 32,2 %, науковці, спеціалісти, менеджери — 14,1 %, роздрібна торгівля — 11,4 %, фінанси, страхування та нерухомість — 8,9 %.